# Sneltram 20
Sneltram 20 is een sneltramlijn van de Utrechtse Sneltram tussen P+R Science Park en Nieuwegein-Zuid. Omdat deze lijn Utrecht en Nieuwegein verbindt is de lijn is ook wel bekend als Nieuwegeinlijn.

## Geschiedenis

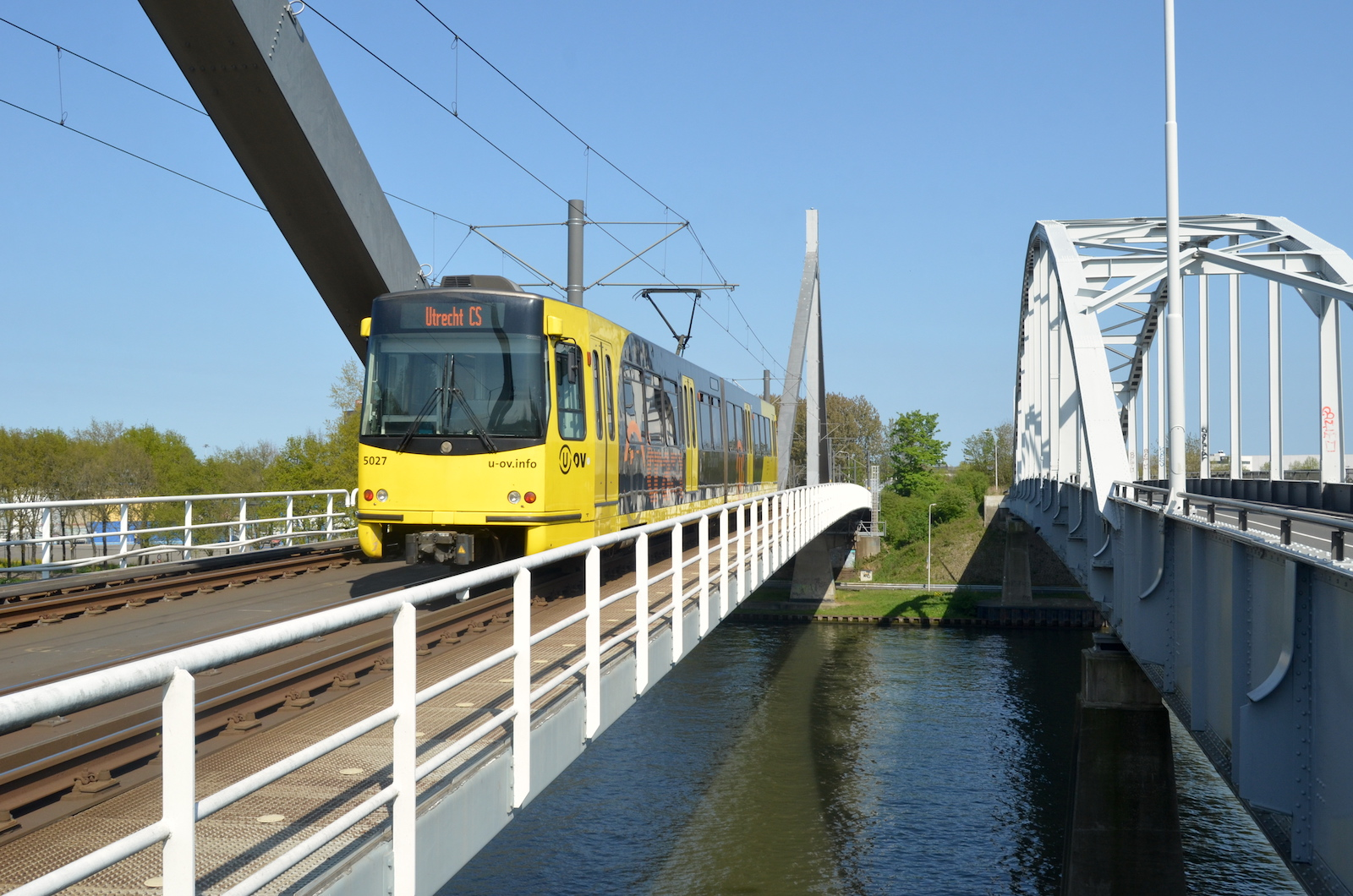
Sneltram Utrecht 5027 op de Jutphasespoorbrug.

Vanaf de jaren zeventig werd ten zuidwesten van de stad Utrecht de nieuwe satellietstad Nieuwegein gebouwd. De beleidsmakers van die tijd vonden het belangrijk dat Nieuwegein een goede openbaar vervoer verbinding met Utrecht zou krijgen. Nadat tientallen jaren spoorlijnen en stations vooral werden gesloten, zou begin jaren 70 een omwenteling plaatsvinden. In 1977 werd namelijk, voor de eerste keer sinds 1949, weer een nieuwe spoorlijn geopend: de Zoetermeer Stadslijn. Net als Zoetermeer was ook Nieuwegein een satellietstad, en ook Nieuwegein zou een dergelijke goede openbaar vervoerverbinding moeten krijgen. De NS en de gemeente Utrecht zagen het liefst een spoorlijn, maar het werd een sneltramlijn. De tramlijn is aangelegd door de NS en maakt gebruik van "fluistertrams". Hiermee wordt bedoeld dat er bij het ontwerp veel aandacht is besteed aan het geluidsniveau dat de trams produceren. De 27 trams werden speciaal voor de Utrechtse sneltram gebouwd door het Zwitserse bedrijf SIG, en kostten 40 miljoen gulden.
De lijn werd op 17 december 1983 geopend en hiermee had Utrecht na 34 jaar weer een tram. Onder lijnnummer 100 werd er gereden vanaf halte Moreelsepark tot Nieuwegein-Zuid. Deze dienst werd geëxploiteerd door busmaatschappij Westnederland. Tussen 1994 en 1999 was Midnet de exploitant. Daarbij werd het lijnnummer gewijzigd naar 60. Connexxion exploiteerde als rechtsopvolger van Midnet de Utrechtse Sneltram totdat in 2013 de concessie van het openbaar vervoer in de Utrechtse agglomeratie aan Qbuzz werd gegund. Sindsdien rijden de trams - evenals de rest van het stadsvervoer - onder merknaam U-OV.

### Werkzaamheden en koppeling met de Uithoflijn
Vanaf 2009 werd het Utrechtse stationsgebied vernieuwd. Om hiervoor ruimte te scheppen is de sneltramlijn in stappen ingekort tot de halte Jaarbeursplein, dat vanaf 22 april 2013 het eindpunt werd.
In 2020 en 2021 is de lijn tussen Utrecht Centraal en Nieuwegein-Zuid vernieuwd, waarbij de haltes zijn verlengd tot een lengte van 75 meter en verlaagd tot een hoogte van 30 centimeter. Dit was nodig voor de nieuwe lagevloerstrams van het type CAF Urbos die de oude trams zouden vervangen. Aanvankelijk zou de lijn op 21 september 2020 weer in dienst gaan, maar door vertragingen bij de vergunningverlening kon dit pas op 3 januari 2021 gebeuren.
Na een uitdienstelling in het voorjaar van 2022, waarbij haltes Utrecht CS Centrumzijde en Nieuwegein City werden vernieuwd, werd het mogelijk om lijn 60 te koppelen met de Uithoflijn. Hierdoor is er een doorgaande verbinding tussen Nieuwegein-Zuid en P+R Science Park mogelijk gemaakt. Deze nieuwe verbinding kreeg het nieuwe lijnnummer 20.

## Exploitatie
| Lijn | Route                              | Frequentie | Aantal haltes | Opening | Opmerkingen                                                                                            |
| ---- | ---------------------------------- | ---------- | ------------- | ------- | --- |
| 20   | P+R Science Park - Nieuwegein-Zuid | 4x/uur     | 24            | 1983    | Rijdt op werkdagen na 21:30 en in het weekend enkel tussen Utrecht CS Centrumzijde en Nieuwegein-Zuid. |